# Ciwa Griffiths
Ciwa Griffiths (* 1. Februar 1911 in Suva, Fidschi; † 3. Dezember 2003 in Laguna Hills, Orange County) war eine amerikanische Sprachheilpädagogin und Pionierin der auditiv-verbalen Erziehung und des Neugeborenenhörscreenings.

## Leben
Sie war das neunte von zehn Kindern. Ihre Mutter, eine Frauenrechtlerin und Pazifistin, wurde in Texas und ihr Vater auf Fidschi geboren. Ihr Schwiegervater, George Littleton Griffiths (* 1844 Woolwich, England – 1908 Suva, Fidschi) hatte 1869 in Levuka die Fiji Times gegründet, wo die Mutter als Reporterin arbeitete und die Leitartikel schrieb. Die Familie lebte in Suva, Sydney, Brisbane, Texas, Kalifornien und erlebte die harte Zeit der beiden Weltkriege und die Große Depression.
Sie erwarb ihren Bachelor of Arts 1932 am San Francisco State College. Mitten in der Depression fand sie keine Arbeit, bis Roosevelt die Works Progress Administration (WPA) gründete.
1937 begann sie in einer Einzimmerschule in Monterey County zu unterrichten, wo ein gehörloses Kind den Anstoß gab, dass sie sich der Gehörlosenpädagogik zuwandte. Zuvor hatte sie am San Francisco State College die Zulassung (credential) für die Elementarschule erworben.
1940–1941 studierte sie an der Clarke School for the Deaf  in Massachusetts, machte den Master of Science an der University of Massachusetts und erhielt die Zulassung zur Unterrichtung von Gehörlosen an der Clarke School.
Sie bildete sich 1954 bei Edith Whetnall an der Audiology Unit des Royal National Throat, Nose and Ear Hospital in London in Pädaudiologie aus. Sie konnte dort erstmals beobachten, wie gehörlose Kinder mit einer Hörverstärkung, kombiniert mit der auditiv-verbalen Erziehung, normal sprechen lernen konnten, wenn man damit in den ersten drei Jahren begann.
1954 gründete sie die Hear Foundation in Eagle Rock, Los Angeles, Kalifornien. Später wurde die Stiftung in Hear Center umbenannt und an ihren Wohnort nach Pasadena gezügelt. 1955 erwarb sie den Doktortitel für Pädagogik an der University of Southern California.
In den 1950er Jahren begann sie bei gehörlosen Babys und Kleinkindern bilaterale (zwei Hörgeräte) Vollzeithörverstärkung anzuwenden. Bereits einmonatige Babys erhielten von ihr Hörgeräte. Damals war man der Meinung, dass man Kindern unter sechs Jahren keine Hörgeräte geben könne. Ihre Beobachtungen und Erfahrungen zeigten jedoch, dass das Restgehör so optimiert werden konnte, dass es die Integration in die natürliche Umwelt und die Regelschule ermöglichte. Die verbesserte Audiometrie in den 1980er Jahren stellte fest, dass 97 % der Schüler in Gehörlosenschulen genug Hörreste hatten, um von Hörgeräten und Spracherziehung profitieren zu können. Sie war auch für den intensiven Einbezug der Eltern, dass sie sich informierten, engagierten und bei der Hörerziehung konsequent waren.
In den 1970er Jahren organisierte sie die weltweit ersten zwei internationalen Konferenzen über die Anwendung der Hörtechnologie für gehörlose Kinder. Daraus entstand eine neue Organisation, die Auditory-Verbal International (AVI) (heute AG Bell Akademie).

## Werk
Griffiths Lebenswerk umfasste das Gebiet des Hörens und das Hören und Sprechen lernen. Sie war eine Pionierin der Hörtests, des Hörtrainings und der Hörerziehung. Sie gehörte zu den ersten Menschen, die realisierten, dass es unabhängig vom Grad der Gehörlosigkeit mittels eines Hörgerätes möglich war, zu Hören und die Anwendung bei Kleinkindern, diesen ermöglichte als Teil der hörenden Welt aufwachsen zu können.
Während damals die Anwendung von Hörgeräten bei Babys revolutionär war, ist das Neugeborenenhörscreening heute in einigen Staaten zur Routine geworden. Damals hatte Griffiths alles daran gesetzt, damit der Staat ein Gesetz erließ, das das Hörscreening bei der Geburt obligatorisch machte. Und sie kümmerte sich auch darum, dass das Gesetz befolgt wurde.
Sie konzentrierte sich nicht auf individuelle Sprachtöne, sondern entwickelte die Geschwindigkeit, den Rhythmus und die Sprache. Sie wusste, wenn ein gehörloses Kind mit Hilfe von Hörgeräten während der Reifeperiode der Sprachentwicklung bis etwa 3,5 Jahre Hören lernen konnte, dass es dann die Sprache auf natürliche Weise (wie die Hörenden) lernen würde. Sie machte die Erfahrung, dass das frühe Hörscreening, informierte, engagierte und durchsetzungsfähige Eltern, die unmittelbare Anwendung von verbesserten Hörgeräten mit starker und anpassungsfähiger Verstärkung, gehörlosen oder schwerhörigen Kindern erlaubte, ein Teil der hörenden Welt zu werden.
In den 1950er Jahren entdeckte Griffiths bei der Versorgung von gehörlosen Säuglingen mit bilateralen Hörgeräten, dass die Hörgeräte nach ein paar Monaten abgesetzt werden konnten, weil die Säuglinge inzwischen eine normale Hörfähigkeit entwickelt hatten. Es gab Ausnahmen, die wegen neuronalen Defekten (Röteln, Meningitis, Vererbung) weiterhin mit Hörgeräten versorgt werden mussten. Ihre klinische Studie von 1969 bis 1973 an 21 gehörlosen Säuglingen zeigte, dass 67 % der Säuglinge, die im Alter bis 8 Monate an der Studie teilnahmen und mit Hörgeräten versorgt wurden, eine normale Hörfähigkeit entwickelten, während das bei keinem der Säuglinge, die erst nach 8 Monaten Hörgeräte erhielten, der Fall war.
Als Griffiths erkannte, dass die ersten Lebensmonate entscheidend für eine normale Hörentwicklung waren, begann sie sich ab 1964 für allgemeine Hörtests bei Neugeborenen einzusetzen. Sie erstellte 1966 den Blueprint für Kaliforniens erstes Neugeborenen-Hörscreening-Programm und setzte alles daran, bis der Staat Kalifornien 1984 (Legislative Mandate) und 1998 ein Gesetz erließ, das das Hörscreening bei der Geburt obligatorisch machte.
Bei einer ähnlichen Studie, die durch den Otologisten Arpad Götze an der HNO-Klinik des Janos Spitals in Budapest, Ungarn 1978–1981 mit 68 gehörlosen Säuglingen durchgeführt wurde, konnten 51 (75 %) eine normale Hörfähigkeit entwickeln. Bei 12 Kindern verbesserte sich das Hörvermögen nicht, 10 von ihnen trugen das Hörgerät erst ab 10 Monaten, bei den übrigen 5 konnten die Ergebnisse nicht weiter verfolgt werden.
Die Anwendung von Griffiths Auditory Ansatz wurde – obwohl zu der Zeit vom medizinischen Establishment verspottet – zu einer Standardanwendung in den amerikanischen Spitälern. Über die Jahre erhielt das Hear Center internationale Anerkennung für seine Innovationen und die umfangreichen Test- und Therapieprogramme.
Als Erfinderin erwarb sie ein United States Patent für Hilfsmittel und Techniken zum Testen von Neugeborenen auf Hördefizite. Diese Testverfahren waren vor allem für gehörlose Säuglinge unter 8 Monaten wertvoll, weil damit eine Hörgeräteversorgung vor der kritischen Periode von 8 Monaten möglich war, was der Mehrzahl von ihnen innert Monaten eine normale Hörentwicklung ermöglichte.

„Gehörlose Kinder erinnern mich an Schmetterlinge: Zuerst eingekapselt in einem Kokon tiefer Stille, den sie nicht selber gemacht haben, und dann, wenn Töne und Kadenzen der Liebe sie erreichen, entfalten sie sich in all ihren individuellen Farben, in weichen oder brillanten Schattierungen.“

## Ehrungen
- 1978 The World Who's Who of Women

## Veröffentlichungen
- Patterns, Crown Publications 1941
- A study of the ability of deaf children in grouping, accentuation, and phrasing of movements of the individual speech organs versus syllables, 1941
- The utilization of individual hearing aids in young deaf children. University of Southern California dissertations and theses, Los Angeles CA 1955[7]
- Til forever is past; poems, Exposition Press 1967
- Conquering childhood deafness; a new technique for overcoming hearing problems in infants and children; report on ten years of HEAR Foundation achievements. Exposition Press 1967  (Im Bestand von 223 Bibliotheken weltweit)
- Proceedings of the 1st International Conference on Auditory techniques, Pasadena, California, sponsored by the HEAR Foundation in conjunction with the San Diego Speech and Hearing Center and Oralingua Staff. Verlag Thomas 1974, ISBN 0398030472
- The Hear Foundation (Film), 1975 Ein Dokumentarfilm über die Hear Foundation in Pasadena, Kalifornien, in welchem die Direktorin Ciwa Griffiths und ein gehörloses Kind einen Rundgang durch die Testeinrichtungen und Förderunterrichtsklassen für gehörlose Kleinkinder und jüngere Kinder unternehmen.
- The auditory approach: its rationale, technique, and results. Audiology & Hearing Education 1975 Effective
- mit J. Ebbin: Effectiveness of early detection and auditory stimulation on the speech and language of hearing impaired children. HEAR Center 1978
- Proceedings of the 2nd International Conference on Auditory Techniques, 1979
- HEAR: A Four-Letter Word. Autobiografie und Geschichte der Gehörlosenerziehung. Wide Range Press 1991, ISBN 0963070908
- One out of ten. Autobiografie, Wide Range Press 1993, ISBN 0963070959
- Why the dragon breathes fire. Wide Range Press 1995, ISBN 0963070916
- The HEAR-Center